# Mimopsacothea enganensis
Mimopsacothea enganensis là một loài bọ cánh cứng trong họ Cerambycidae.